# سعید مراغه‌چیان
سعید مراغه‌چیان بازیکن پیشین استقلال تهران و تیم ملی فوتبال ایران است.
سال ۱۳۵۲ که فقط ۱۶ سال داشت به دعوت آقای رایکوف رسماً بازیکن باشگاه تاج شد. در ۱۸ سالگی بازیکن فیکس شد و جایگزین مناسبی برای ستارگانی بزرگی چون علی جباری، جواد قراب، کارو حق‌وردیان و کردستانی در خط میانی گردید و سال‌ها پیراهن شماره ۱۴ تاج و استقلال را به تن کرد. فوتبال حرفه‌ای را با تاج آغاز کرد و با پیراهن باشگاه دارایی در سال ۱۳۶۸ از فوتبال خداحافظی کرد. ۱۴ سال برای استقلال بازی کرد و برای دو سال آخر، پیراهن دارایی را پوشید. خودش پس از سال‌ها اعتراف می‌کند که جدایی از استقلال، بزرگترین تصمیم اشتباه زندگی‌اش بوده. سعید مراغه‌چیان همان شماره ۱۴ ای است که هواداران استقلال، لقب یوهان کرویف را برایش ساخته بودند و البته او را با شعار سعید باتعصب صدا می‌زدند. در سن ۱۸ سالگی مفتخر به پوشیدن پیراهن مقدس تیم ملی فوتبال ایران شد. بازیکنی که می‌توانست حتی در جام جهانی ۱۹۷۸ فیکس باشد اما به خاطر پدرش، سفر به آرژانتین را از دست داد. ۲۴ بازی برای تیم ملی انجام داد، بیشتر بازی‌ها او برای تیم ملی به بعد از انقلاب می‌رسد. با تیم ملی به سنگاپور، هند و در چند جام آسیایی و معتبر شرکت کرد.
پس از جدایی از استقلال و در اولین حضورش در دارایی مقابل استقلال، او نمی‌خواست بازی کند اما به دلیل کری خوانی‌های تعدادی از بازیکن استقلال مجبور به بازی شد و دو گل هم به تیم محبوبش زد اما بعد از گل هیچ شادی نکرد و خیلی آرام به زمین دارایی برگشت.